# Ernst Kahrs
Ernst Julius Christian Kahrs (* 23. Juni 1876 in Münster; † 19. November 1948 in Obernkirchen) war ein deutscher Naturwissenschaftler und erster Direktor des Ruhrlandmuseums, des Vorgängers des heutigen Ruhr Museums in Essen.

## Leben
Ernst Kahrs war Sohn eines königlich-preußischen Eisenbahnsekretärs. Nach bestandenem Abitur auf dem Leibniz-Realgymnasium in Hannover studierte er dort an der Königlich Technischen Hochschule Chemie. Dann folgte ein Studium der Mineralogie an der Universität München, wo er 1901 promovierte.
Ab 1899 gab Kahrs vier Jahre lang Bertha und Barbara Krupp naturwissenschaftlichen Unterricht auf der Villa Hügel in Essen. 1903 begann er im chemischen Labor der Friedrich Krupp AG zu arbeiten. 1909 übernahm er die ehrenamtliche Betreuung der naturwissenschaftlichen Abteilung des 1904 eröffneten Museums der Stadt Essen, das sich damals auf der Kettwiger Straße anstelle der heutigen Lichtburg befand. 1914 folgte die Ernennung zum hauptamtlichen Leiter des Museums in den Bereichen Ortsgeschichte, Natur- und Völkerkunde; jedoch nicht der Kunstabteilung – diese wurde später ausgegliedert und bildete den Kern des späteren Museum Folkwang. 1920 wurde Kahrs Direktor des 1911 gegründeten Museums für Heimat- und Naturkunde, dem ab 1934 sogenannten Ruhrlandmuseum, das ab 1927 seine Sammlung im heutigen Bürohaus West in Frohnhausen beherbergte. Diese Neugestaltung auf rund 7000 Quadratmetern Ausstellungsfläche betrachtete er als sein Lebenswerk. 1939 musste das Museum dort ausziehen, da das Haus der Firma Krupp gehörte und diese es nun zu Kriegszwecken selbst nutzte. Nach Kriegswirren im Zweiten Weltkrieg und späteren diversen Ortswechseln ist heute das Ruhr Museum der Nachfolger.
Kahrs war stets um wissenschaftliche Standards in der Museumsarbeit bemüht. So entwickelte sich das Ruhrlandmuseum unter seiner Leitung zu einem der größten Museen im Ruhrgebiet. Zudem ließ er archäologische und geologische Grabungen durchführen. So ließ er unter anderem 1928 am Burgplatz, der Keimzelle der Stadt Essen, umfangreiche Mauerreste freilegen, die in die Zeit deutlich vor der Errichtung der Essener Stadtmauer 1244 zu datieren sind. Diese gemörtelte Bruchsteinmauer mit angrenzendem Spitzgraben und Palisade bildete vermutlich eine Umwehrung des Essener Stiftsbezirks, von der sich die Bezeichnung als Burg ableitet. 1943 entdeckte er bei neuen Grabungen am Burgplatz zwei Meter dicke Mauerreste eines abgebrannten, aber vermutlich repräsentativen Bauwerks auf einer 18 mal 21 Meter großen Fläche vor dem Burggymnasium. Kahrs vermutete zunächst, er habe die Reste des im Jahr 946 abgebrannten Hofes des Stiftsgründers Altfrid gefunden. Schriftliche Quellen belegen, dass in diesem Jahr erste Stiftsgebäude niedergebrannt waren. Die mächtigen Fundamente der Ausgrabung weisen jedoch auf etwas Größeres hin. Nach der heutigen Interpretation handelte es sich um einen Steinturm, der möglicherweise nach dem Jahr 1000 errichtet wurde, möglicherweise auch nicht fertiggestellt wurde und der Stadtarchäologie Rätsel aufgibt. Der Burgplatz ist heute als Bodendenkmal eingetragen. An der Neuen Isenburg in Bredeney begannen 1927 unter Kahrs Leitung Ausgrabungen, die bis 1933 die Hauptburg und den östlichen Teil der Vorburg freigelegten.
Solche und andere wissenschaftliche Ergebnisse wurden ab 1914 in den Mitteilungen aus dem Museum der Stadt Essen veröffentlicht. Kahrs hielt zudem Vorträge und erstellte Publikationen in den Essener Tageszeitungen.
Der zwangsweise Auszug des Ruhrlandmuseums aus dem heutigen Bürohaus West und der separaten Präsentation der Sammlungen in dem von den Nationalsozialisten 1937 geschaffenen Haus Heimat in der Waldthausen Villa (heute befindet sich hier der Waldthausenpark) führte zur weitgehenden Zerstörung der historischen Bestände durch Bombenangriffe. Kahrs sah sein Lebenswerk zerstört und zog sich mehr und mehr aus der Museumsarbeit zurück. Am 1. Mai 1945 ging er in den Ruhestand.